# 長徳寺 (川越市)
長徳寺（ちょうとくじ）は、埼玉県川越市にある天台宗の寺院。

## 歴史
創建年代は不明であるが、慈覚大師円仁によって開山された。その後995年（長徳元年）に本尊の阿弥陀如来から浄光を放ち、霊泉が湧き出てきた。この瑞兆をきっかけに寺を整備し、朝廷に報告したところ、「冷水山長徳寺」の名称を賜ることになった。
当寺境内にある「常念仏三昧堂」は、元々喜多院にあったもので、1857年（安政4年）に移設されたものである。

## 文化財
- 仙波氏館跡（川越市指定史跡 昭和33年3月6日指定）[2]

## 交通アクセス
- 川越駅より徒歩19分。